# Jean Boiteux
Jean Auguste Boiteux (Marselha, 20 de junho de 1933-Bordeaux, 11 de abril de 2010) é um ex-nadador francês. Ganhador de uma medalha de ouro nos Jogos Olímpicos de Helsinque em 1952.
Foi o primeiro francês a ganhar medalha de ouro na natação, nos Jogos Olímpicos.